# 對不起，隊冧你
《對不起，隊冧你》（英語：Take Five）是1998年上映的一部香港電影，由黃家輝、張肇麟執導，朱茵、梁漢文、黎耀祥、馬蹄露、張達明、徐錦江主演的喜劇電影。

## 故事簡介
專欄作家Jenny（朱茵飾）得知最近學校發生離奇命案，她決定潛入學校調查，希望早日抓到兇手。學校有一個校工（徐錦江飾），梁老師（梁漢文飾）、黎老師（黎耀祥飾）及校長（馬蹄露飾），Jenny所懷疑的人，全部卻被殺，這令Jenny害怕不已，但這時，兇手卻已走上不歸路...

## 演員
| 演員   | 角色   | 粵語配音 | 關係 |
| 朱茵   | Jenny  | 陸惠玲   | 專欄作家 潛入學校調查學校發生的離奇命案 Regina之姊                                                                 |
| 梁漢文 | 梁老師 | 潘文柏   | 學校發生離奇命案所學校的老師 喜歡Jenny 校長之下屬 最后被牧師重傷頭部，但並沒事                                     |
| 馬文俊 | Calvin | 古明華   | 學校發生離奇命案所學校的學生 被Regina暗戀                                                                          |
| 黎耀祥 | 黎老師 | 黎耀祥   | 學校發生離奇命案所學校的老師 畫劇老師 校長之下屬                                                                   |
| 馬蹄露 | 校長   | 馬蹄露   | 學校發生離奇命案所學校的校長 為了學校的聲譽而向警方隱瞞 梁老師、黎老師、校工之上司                                 |
| 張達明 | 牧師   | 張達明   | 本片大反派 學校發生離奇命案所學校的牧師 變態殺人狂 后被Qunton打暈，但實為被其故意打暈以遮蓋自己祕密                |
| 徐錦江 | 校工   |          | 學校發生離奇命案所學校的校工 校長之下屬 其角色造型參考自這個殺手不太冷的Leon                                       |
| 李力持 | 探長   | 古明華   | 警察 學校發生離奇命案所學校負責的警察                                                                              |
| 李樂詩 |        | 陸惠玲   | Calvin的姊姊 教授好友，假裝被其脅持                                                                                |
| 八兩金 | 教授   | 潘文柏   | 在Calvin朋友的姐姐裏的別墅裏假扮追債，實是想試一下人會多恐懼 被Calvin不小心打中自己頭部（只是客串）                |
| 楊證樺 | George |          | 學校發生離奇命案所學校的學生 Regina、Calvin之同學 和Cindy發生關係                                                  |
| 羅偉民 | Qunton | 潘文柏   | 本片終極大反派 學校發生離奇命案所學校的學生 變態殺人狂 打暈牧師以遮蓋自己祕密 收集每個人的血跡以完成自己畫裏的靈魂 |

## 外部連結
- 豆瓣电影上《對不起，隊冧你》的資料 （简体中文）
- 香港影庫上《對不起，隊冧你》的資料（繁體中文）
- 互联网电影数据库（IMDb）上《對不起，隊冧你》的资料（英文）